# Beleza Casting Misses 2017
Beleza Casting Misses 2017 é a nova denominação pela qual a empresa organizadora do envio de candidatas brasileiras à disputa de concursos internacionais (como Miss Intercontinental, Miss Global, Top Model of the World, entre outros) resolveu utilizar a partir deste ano. Foi a 3ª edição comandada pela Casting Misses e a 4ª realização de concurso para o envio ao Miss Intercontinental. Contou com a participação de dezenove (19) aspirantes ao título, que pertencia à bertioguense Sabrina Sancler, detentora do título do ano passado. A apresentação, ficou a cargo de Ana Cecília Moura e foi realizado em Diadema, no Teatro Clara Nunes em 21 de Julho.

## Resultados

### Colocações
| Colocação                                           | Representação e Candidata |
| --------------------------------------------------- | --- |
| Vencedora                                           | - Paraná - Bárbara Vitorelli |
| 2º. Lugar                                           | - Santa Catarina - Amanda Cardoso |
| 3º. Lugar                                           | - Pará - Shanti Devi |
| 4º. Lugar                                           | - Ilha de Marajó - Juliana Salgado |
| 5º. Lugar                                           | - Ilha do Mosqueiro - Samantha Soares |
| 6º. Lugar                                           | - Brasília - Patrícia Mesquita |
| (TOP 12) Semifinalistas (Em ordem de classificação) | - Rio de Janeiro - Hosana Elliot - Amazonas - Sarah Chinikoski - São Paulo - Caroline Dias - Grande São Paulo - Juliana Ireno - Alter do Chão - Isa Sales - Rio Grande do Sul - Naiah Vignali |

### Ordem dos Anúncios
| 1. Santa Catarina 2. Ilha de Marajó 3. Rio Grande do Sul 4. Rio de Janeiro 5. Ilha do Mosqueiro 6. Paraná 7. Alter do Chão 8. Brasília 9. São Paulo 10. Pará 11. Grande São Paulo 12. Amazonas | 1. Santa Catarina 2. Ilha de Marajó 3. Pará 4. Paraná 5. Ilha do Mosqueiro 6. Brasília |  |  |

## Quadro de Prêmios

### Prêmios Especiais
- Foram distribuídos os seguintes prêmios este ano:

| Prêmio              | Candidata                                                         |
| ------------------- | ----------------------------------------------------------------- |
| Miss Simpatia 1     | - Alagoas - Rayssa Santos                                         |
| Miss Favorita 2     | - Santa Catarina - Amanda Cardoso                                 |
| Miss Multimídia 3   | - Santa Catarina - Amanda Cardoso                                 |
| Miss Popularidade 4 | - Minas Gerais - Amanda Cordoni - Santa Catarina - Amanda Cardoso |

1. Eleita pelas próprias candidatas do concurso.
2. Eleita pelos "missólogos" que participaram do evento.
3. Eleita por ter a maior interatividade nas redes sociais.
4. Eleita pelo público que votou na enquete oficial da página do concurso.

### Miss Real Beleza
- A candidata que melhor divulgou uma ONG ou projeto social:

| Posição    | Candidata |
| ---------- | --- |
| 1          | - Rio de Janeiro - Hosana Elliot                                                                                  |
| Finalistas | - Alter do Chão - Isa Sales - Brasília - Patrícia Mesquita - Pará - Shanti Devi - Santa Catarina - Amanda Cardoso |

### Prêmios para Coordenadores
- A organização valorizou o trabalho dos coordenadores estaduais:

| Posição               | Candidata                             |
| --------------------- | ------------------------------------- |
| Coordenação do Ano    | - Pará - Ernesto Coelho e Bruno Magno |
| Coordenador Revelação | - São Paulo - Tamires Bassan          |

### Rainhas Regionais
- As melhores classificadas por região do país:

| Título            | Candidata                         |
| ----------------- | --------------------------------- |
| Miss Centro-Oeste | - Brasília - Patrícia Mesquita    |
| Miss Nordeste     | - Ceará - Laurranda Costa         |
| Miss Norte        | - Pará - Shanti Devi              |
| Miss Sudeste      | - Rio de Janeiro - Hosana Elliot  |
| Miss Sul          | - Santa Catarina - Amanda Cardoso |

## Jurados

### Final
Ajudaram a eleger a campeã:
1. Paula Catuozis, modelo;
2. Cláudio Lobato, fotógrafo;
3. Rodrigo Andrett, estilista e alfaiate;
4. Mayara Santos, coaching e empresária;
5. Laura Sodré, empresária e psicóloga;
6. Vinicius Russi, cirurgião plástico;
7. Gabriela Viana, jornalista;
8. Michele Barros; empresária

## Pontuações

### Preliminar
As colocações das candidatas ao título se encontram abaixo:
| Posição | Representação         | Profissionalismo | Entrevista | Passarela | Projeção | Beleza | Extras | Total |
| ------- | --------------------- | ---------------- | ---------- | --------- | -------- | ------ | ------ | ----- |
| 1ª      | Santa Catarina        | 30               | 30         | 28        | 30       | 28     | 6      | 152   |
| 2ª      | Brasília              | 30               | 30         | 29        | 30       | 29     | 3      | 151   |
| 3ª      | Pará                  | 30               | 30         | 29        | 29       | 29     | 3      | 150   |
| 4ª      | Rio de Janeiro        | 30               | 30         | 27        | 30       | 29     | 3      | 149   |
| 5ª      | Ilha de Marajó        | 30               | 25         | 30        | 30       | 30     |        | 145   |
| 6ª      | Ilha do Mosqueiro     | 30               | 29         | 29        | 28       | 28     |        | 144   |
| 7ª      | Paraná                | 27               | 30         | 29        | 24       | 28     | 2      | 140   |
| 8ª      | Alter do Chão         | 30               | 30         | 28        | 24       | 24     | 3      | 139   |
| 9ª      | Amazonas              | 28               | 28         | 28        | 27       | 26     |        | 137   |
| 10ª     | São Paulo             | 27               | 28         | 27        | 24       | 28     |        | 134   |
| 11ª     | Grande São Paulo      | 28               | 26         | 27        | 25       | 27     |        | 133   |
| 12ª     | Rio Grande do Sul     | 27               | 27         | 27        | 27       | 24     | 1      | 132   |
| 13ª     | Ceará                 | 25               | 27         | 29        | 25       | 25     | 1      | 131   |
| 14ª     | Alagoas               | 25               | 28         | 28        | 25       | 24     |        | 130   |
| 15ª     | Mato Grosso do Sul    | 28               | 27         | 26        | 24       | 23     |        | 128   |
| 16ª     | Litoral de São Paulo  | 26               | 28         | 24        | 23       | 23     |        | 124   |
| 17ª     | Minas Gerais          | 21               | 27         | 23        | 27       | 25     |        | 123   |
| 18ª     | Interior de São Paulo | 28               | 24         | 25        | 20       | 25     |        | 122   |
| 19ª     | Bahia                 | 22               | 24         | 23        | 22       | 27     |        | 118   |

     Candidata classificada automaticamente para o Top 06.
     Candidata classificada automaticamente para o Top 12.
     Referem-se aos pontos extras: Real Beleza, Multimídia, Performance em inglês e Prêmio Capitu (prêmios e finalistas não reveladas).

### Final
As colocações das candidatas ao título se encontram abaixo:
| Posição | Representação     | Menções para o Top 06 | Menções na final |
| ------- | ----------------- | --------------------- | ---------------- |
| 1ª      | Paraná            | —                     | 8                |
| 2ª      | Santa Catarina    | —                     | 6                |
| 3ª      | Pará              | —                     | 6                |
| 4ª      | Ilha de Marajó    | —                     | 4                |
| 5ª      | Ilha do Mosqueiro | —                     | 4                |
| 6ª      | Brasília          | —                     | 1                |
| 7ª      | Rio de Janeiro    | 2                     | —                |
| 8ª      | Amazonas          | 1                     | —                |
| 9ª      | São Paulo         | 1                     | —                |
| 10ª     | Grande São Paulo  | 1                     | —                |
| 11ª     | Alter do Chão     | 0                     | —                |
| 12ª     | Rio Grande do Sul | 0                     | —                |

1. Critério desempate: a maior nota da pontuação preliminar.

## Candidatas
Competiram pelo título este ano:
| Representação         | Candidata         | Idade | Altura | Representação  |
| --------------------- | ----------------- | ----- | ------ | -------------- |
| Alagoas               | Rayssa Santos     | 21    | 1.71   | Craíbas        |
| Alter do Chão         | Isa Sales         | 26    | 1.72   | Ananindeua     |
| Amazonas              | Sarah Chinikoski  | 19    | 1.79   | Manaus         |
| Bahia                 | Clara Borges      | 18    | 1.75   | Valente        |
| Brasília              | Patrícia Mesquita | 29    | 1.75   | Brasília       |
| Ceará                 | Laurranda Costa   | 19    | 1.68   | Quixeramobim   |
| Grande São Paulo      | Juliana Ireno     | 22    | 1.75   | São Paulo      |
| Ilha de Marajó        | Juliana Salgado   | 20    | 1.76   | Caixaparah     |
| Ilha do Mosqueiro     | Samantha Soares   | 18    | 1.65   | Belém          |
| Interior de São Paulo | Hellen Oliveira   | 24    | 1.70   | Mairinque      |
| Litoral de São Paulo  | Marcella Azevêdo  | 25    | 1.79   | São Vicente    |
| Mato Grosso do Sul    | Thaís Araújo      | 19    | 1.75   | Selvíria       |
| Minas Gerais          | Amanda Cordoni    | 19    | 1.70   | Uberlândia     |
| Pará                  | Shanti Devi       | 23    | 1.74   | Belém          |
| Paraná                | Bárbara Vitorelli | 24    | 1.74   | Maringá        |
| Rio de Janeiro        | Hosana Elliot     | 24    | 1.82   | Rio de Janeiro |
| Rio Grande do Sul     | Naiah Vignali     | 23    | 1.70   | Torres         |
| Santa Catarina        | Amanda Cardoso    | 20    | 1.70   | Florianópolis  |
| São Paulo             | Caroline Dias     | 20    | 1.68   | São Paulo      |

## Histórico

### Desistências
- Amapá - Taianny Motta
- Distrito Federal - Iara Mendes
- Goiás - Ana Paula Araújo
- Ilha do Mel - Karina Reis
- Paraíba - Maria Alves
- Piauí - Ana Clara Castro
- Tocantins - Bárbara Amaral

### Designações
- Bárbara Vitorelli (1º. Lugar) representou o Brasil no Miss Global 2017, realizado no Camboja e Venceu.
- Amanda Cardoso (2º. Lugar) representou o Brasil no Miss Intercontinental 2017, realizado no Egito e ficou em 4º. Lugar.
- Juliana Salgado (4º. Lugar) representou o Brasil no Queen Beauty Universe 2017, realizado na Espanha e ficou em 2º. Lugar.
- Ana Cecília Moura (5º. Lugar em 2016) representou o Brasil no Top Model of the World 2017, realizado no Egito.
- Hosana Elliot (7º. Lugar) representou o Brasil no Top Model of the World 2018, realizado no Egito e ficou no Top 5.
- Sarah Chinikoski (8º. Lugar) representou a Amazônia no Top Model of the World 2018, realizado no Egito e ficou no Top 16.
- Amanda Cordoni (17º. Lugar) representou o Brasil no Face of Beauty International 2018, realizado na Índia e ficou no Top 20.

## Crossovers
Candidatas em outros concursos:
| Miss Mato Grosso do Sul - 2016: Mato Grosso do Sul - Thaís Araújo (3º. Lugar) - (Representando o município de Selvíria) - 2017: Mato Grosso do Sul - Thaís Araújo - (Representando o município de Selvíria) Miss Paraná - 2014: Paraná - Bárbara Vitorelli (Top 10) - (Representando o município de Astorga) - 2017: Ilha do Mel - Karine Reis (Top 16) - (Representando o município de Pinhais) Miss Rio Grande do Sul - 2015: Rio Grande do Sul - Naiah Vignali - (Representando o município de Torres) Miss São Paulo - 2017: Litoral de São Paulo - Marcella Azevêdo - (Representando o município de São Vicente) Miss Rio de Janeiro - 2014: Rio de Janeiro - Hosana Elliot (Vencedora) - (Representando o município do Rio de Janeiro) | Miss Mundo Mato Grosso do Sul - 2016: Mato Grosso do Sul - Thaís Araújo - (Representando o município de Selvíria) Miss Mundo Santa Catarina - 2017: Santa Catarina - Amanda Cardoso - (Representando o município de Florianópolis) Miss Teen Global Beauty Ceará - 2014: Ceará - Laurranda Costa (Vencedora) - (Representando o município de Quixeramobim) Miss Brasil - 2014: Rio de Janeiro - Hosana Elliot (Top 15) - (Representando o Estado do Rio de Janeiro) Miss Brasil Intercontinental - 2016: Amazonas - Sarah Chinikoski - (Representando as ilhas Anavilhanas) Miss Grand Brasil - 2019: Santa Catarina - Amanda Cardoso (5º lugar) - (Representando o Estado do Espírito Santo em Bento Gonçalves, RS)) |